# Marianne Pieper
Marianne Pieper (* 1949 in Hamburg) ist deutsche Soziologin, Gender- und Migrationsforscherin. Sie lehrte von 1996 bis 2015 als Professorin für Soziologie an der Universität Hamburg.

## Leben
Pieper studierte Soziologie, Psychologie, Erziehungs-, Politik- und Wirtschaftswissenschaften an der Hamburger Hochschule für Wirtschaft und Politik und der Universität Hamburg. Mit einer Arbeit über Behinderung als kontinuierliche lebensgeschichtliche Erfahrung aus der Sicht Betroffener und deren Familien wurde sie 1990 zur Dr. phil. promoviert. Im DFG-Projekt „Chancen und Risiken einer gentechnologisch erweiterten Pränatsaldiagnostik“ an der Universität Hamburg war sie von 1990 bis 1994 wissenschaftliche Mitarbeiterin, außerdem vertrat sie 1991–1992 einen Lehrstuhl am Institut für Soziologie der Universität Hamburg. Von 1994 bis 1996 vertrat Pieper eine C4-Professur für qualitative empirische Sozialforschung an der Gesamthochschule Kassel. 
Nach der Habilitation 1996 an der Universität Magdeburg zum Thema Zwischen Risikoszenarien und ‚guter Hoffnung’. Werdende Elternschaft im Zeichen invasiver Pränataldiagnostik lehrte sie von 1996 bis zu ihrem Eintritt in den Ruhestand 2015 als C3-Professorin für Soziologie in Hamburg im Schwerpunkt „Kulturen, Geschlechter, Differenzen“. Von 1999 bis 2002 war sie Prodekanin des Fachbereichs Sozialwissenschaften. Von 2000 bis 2004 vertrat Pieper die Universität Hamburg im Beirat des hochschulübergreifenden Studiengangs Gender Studies, von 2000 bis 2011 leitete sie zudem das Zentrum für Frauen-, Geschlechter- und Queer-Forschung an der Universität Hamburg.

## Schriften (Auswahl)
- „Seit Geburt körperbehindert“. Behinderung als kontinuierliche lebensgeschichtliche Erfahrung aus der Sicht Betroffener und deren Familien. Weinheim 1993, ISBN 3-89271-399-5.
- als Herausgeberin: Beziehungskisten und Kinderkram. Neue Formen der Elternschaft. Frankfurt am Main 1994, ISBN 3-593-35147-1.
- mit Herbert Gudjons und Birgit Wagener-Gudjons: Auf meinen Spuren. Übungen zur Biografiearbeit. Bad Heilbrunn 2008, ISBN 3-7815-1600-8.
- als Herausgeberin mit Thomas Atzert, Serhat Karakayali und Vassilis Tsianos: Biopolitik – in der Debatte. Wiesbaden 2011, ISBN 978-3-531-15497-8.
- als Herausgeberin mit Encarnación Gutiérrez Rodríguez: Gouvernementalität – Ein sozialwissenschaftliches Konzept in Anschluss an Foucault. Frankfurt am Main 2003, ISBN 978-3-593-37366-9.